# Lathrolestes irenea
Lathrolestes irenea là một loài tò vò trong họ Ichneumonidae.